# Ilha das Flores (Porto Alegre)

A Ilha das Flores é parte do arquipélago do Delta do Jacuí. A ilha é parte do território de Porto Alegre, fazendo parte do Bairro Arquipélago.
A ilha se tornou famosa devido ao curta-metragem de mesmo nome (Ilha das Flores), dirigido por Jorge Furtado em 1989, e eleito o melhor curta-metragem brasileiro da história.